# 夏威夷灰白蝙蝠
夏威夷灰白蝙蝠（英語：Hawaiian hoary bat，夏威夷语：ʻōpeʻapeʻa）是一种濒危的夏威夷毛尾蝠，是夏威夷除夏威夷僧海豹之外唯一的一种原生哺乳动物。翼展在10.5至13.5英寸（27至34 cm）之间，雌性稍大。它是一种食蟲性蝙蝠，靠捕食昆虫为生。其数量因栖息地丧失及杀虫剂的使用而大幅减少，19世纪更从欧胡岛上完全消失。因此被列入1973年濒危物种法案，美國魚類及野生動物管理局也在有计划地保育此物种。